# 錢凱區 (瓦拉爾省)

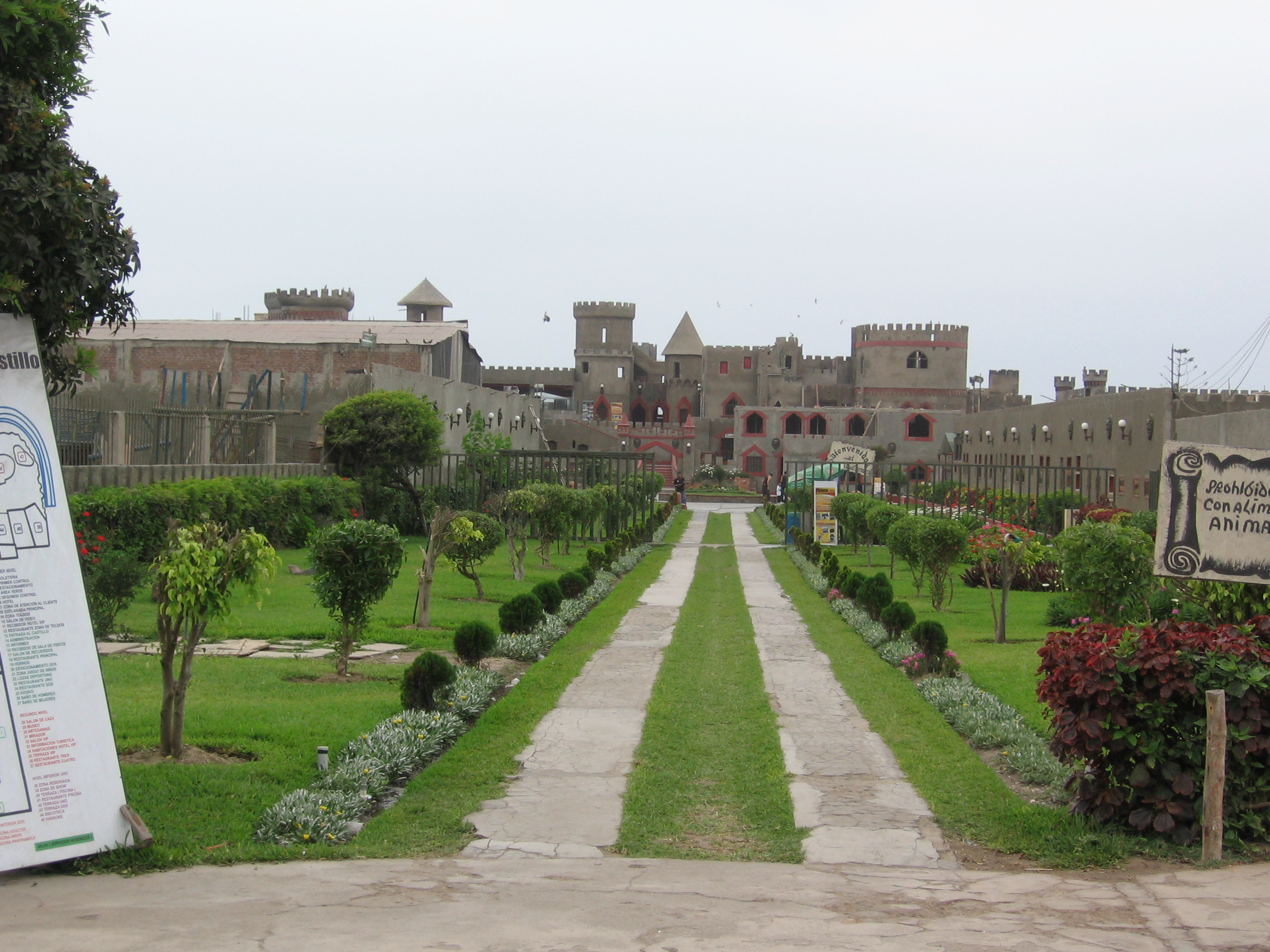

11°34′07″S 77°16′11″W / 11.568577°S 77.269657°W
錢凱區（西班牙語：Distrito de Chancay），是秘魯的一個區，位於該國中南部利馬大區的瓦拉爾省，始建於1828年4月16日，面積150.1平方公里，海拔高度43米，2007年人口49,932，人口密度每平方公里330人。由中国与秘鲁两国共同建设的一带一路项目钱凯港坐落在此。